# Teobaldo I de Blois
Teobaldo I de Blois "o Malandro" (c. 910 - 16 de janeiro 975 ou 977), foi conde de Blois, de Chartres, proclamado visconde de Tours e de Châteaudun, Senhor do Vierzon e Sancerre, de Chinon, de Saumur, de Beaugency e Provins.

## Biografia
Foi como Conde de Blois, que foi mentor das primeiras construções do Castelo de Saumur, castelo este, que no século X. Em 1026, tornou-se propriedade do Conde de Anjou, o célebre Fulco III de Anjou (965/970- Metz, 21 de junho de 1040), que o viria a legar aos seus herdeiros Plantagenetas.
Inicialmente, Teobaldo foi vassalo de Hugo, o Grande (898—19 de junho de 956), e um dos homens mais poderosos do reino, desde que o Marquês de Nêustria foi derrotado pelos últimos reis carolíngios em 945, sendo este último responsável por manter o rei Luís IV de França prisioneiro.
No retorno à liberdade, sob a influência de Teobaldo, o rei Luís IV de França, e após um ano de cativeiro a que o sujeitou Hugh o Grande confiou-lhe a cidade de Laon.
Lucrando com a morte 956 do duque dos francos, Hugh, o Grande, e da menor idade do seu filho Hugo Capeto, Teobaldo emancipou-se do seu suserano, e passou a denominar-se em 960 como "Conde de Blois e Tours" e aumentou os seus territórios ocupando Chartres e Châteaudun.
Durante estes acontecimentos, a irmã de Teobaldo casou-se com o Conde de Anjou Fulque II de Anjou "O Bom" (900]—11 de nNovembro de 958). Esta relação familiar levou a que em 958, durante uma reunião com Fulque II, no país de Véron(região entre Chinon e Bourgueil), ambos os homens de declaram "governador e administrador do reino da Nêustria"e" condes pela graça Deus."
No ano de 960, Teobaldo juntou-se ao exército do rei Lotário I de França, filho de Luís IV, contra Hugo Capeto, e também rapidamente se opôs-se a Ricardo I da Normandia. 
Em 961, atacou o Condado de Evreux, recebendo como resposta dos normandos um ataque contra Dunois. Em 962, lançou uma poderosa expedição contra Rouen, que falha, em retaliação, os normandos penetraram nos territórios de Teobaldo e queimam Chartres.
Durante sua vida controlou as fortalezas de Saint-Aignan, de Vierzon e La Chapelle-d'Angillon em Berry. 
Ainda durante a menoridade de Hugo Capeto, reforçou as defesas de Chartres e Châteaudun e ao redor 960 manda construir o Castelo de Saumur. 
Em consequência destes atos tornou-se poderoso o suficiente, no Vale do Loire, ao ponto de preocupar Hugo Capeto  que considerou necessário aliar-se com o Conde de Anjou.
Seu irmão Ricardo tornou-se arcebispo de Bourges.

## Relações familiares

Brasão de armas posterior do Condado de Blois

Foi filho de Teobaldo de Blois "o Velho" (c. 890-943) e de Riquilda de Bourges (c. 890 - 942), filha de Carlos II de França o Calvo (Charles le Chauve) (Frankfurt-am-Main, 13 de junho]] de 823—6 de outubro de 877) e de Riquilda. 
Foi casado com Luitegarda de Vermandois (c. 925-14 de novembro de 977), filha de Herberto II de Vermandois e de Luitegarda de França (c. 885-931), de quem teve:
1. Teobaldo de Blois (?-960/962),
2. Hugo de Blois (?-986), arcebispo de Bourgesm
3. Eudo I de Blois (c. 950-995), Conde de Blois casado com Berta da Borgonha (970-?), filha de Conrado I da Borgonha e de Matilde de França,
4. Hildegarda de Blois, casada com Bouchard de Bray, senhor de Montmorency,
5. Emma de Blois, esposa de Guilherme IV da Aquitânia [4] (935]—3 de abril de 996), dito "o Braço de Ferro" foi duque da Aquitânia e conde de Poitiers.